# Центральный выставочный зал Союза художников Абхазии
Центральный выставочный зал Союза художников Абхазии — главный выставочный центр республики Абхазии, находящийся в историческом центре Сухума. В центре 2 выставочных зала.

## История создания
Выставочный зал был создан в 1950 году по адресу ул. Лакобы, д. 31. Расположен на первом этаже построенного в 1912 году памятника архитектуры.
Помимо ежегодных традиционных групповых весенних и осенних отчётных выставок Союза Художников Абхазии, в залах также проводятся различные тематические художественные выставки, ежегодные выставки пленэров, а также персональные выставки абхазских и зарубежных художников.
В зале проходят выставки керамистов и фотовыставки
Торжественное открытие после капитального ремонта Центрального выставочного зала состоялось 3 февраля 2017 года. На церемонии открытия присутствовал президент Рауль Хаджимба.
В круг художников, чьи работы выставлялись и выставляются в Выставочном зале, входят Виталий Джения, Виссарион Цвижба, Амирану Адлейба, Руслан Габлия, Валентина Хурхумал, Батал Джопуа, Нугзар Логуа и многие другие.

## Здание
Центральный выставочный зал расположен в центре Сухума в памятнике архитектуры.
Здание было построено в 1912 г в Сухуме и принадлежало председателю сухумского эллинского общества промышленнику Христофору Константиновичу Самуриди. В нём располагалось отделение Азовско-Донского коммерческого банка.
На фронтоне здания художник декоратор Пиштом написал «панораму Сухума с моря», которая сохранилась и поныне. В настоящее время на первом этаже располагается Центральный выставочный зал союза Художников Абхазии.

## Наиболее известные выставки
С 2002—2022 год ежегодно проходит выставка «Лучшая работа года»
2005 — выставка, посвященная памяти скульптора Марины Эшба и художницы Ольги Брендель
2006 — выставка Декоративно прикладного искусства, посвященная художнику Отару Мацхарашвли
2008 — групповая выставка художников из Южной Осетии
2010 — «Войлочный путь» выставка художников из Кабардино- Балкарии
2014 год. Фотовыставка «История в фотографиях. Князья Ачба»
2015 год — выставка, посвященная юбилею сухумского художественного училища имени Александра Шервашдзе Чачба
Выставка, посвящённая памяти первого президента Абхазии В. Г. Ардзынба
2016 — юбилейная выставка(130 лет) известного художника, искусствоведа педагога Варвары Бубновой
2017 — Торжественное открытие выставки абхазских художников по случаю открытия Центрального выставочного зала после капитального ремонта
2017 Юбилейная выставка известного художника, сценографа Александра Чачба-Шервашидзе(50 лет)
2018 — выставка работ к юбилею известного писателя, журналиста, общественного деятеля Геогрия Дмитриевича Гулия
2018 — юбилейная выставка Народного художника Абхазии Валентины Хурхумал
2019 — выставка, посвященная второму президенту Абхази Сергею Багапш
2019 — Памятники архитектуры в творчестве абхазских художников
2019 год — Фотовыставка в рамках международного фестиваля культуры Фазиля Искандера
2020 «Сухум. Праздник, который всегда с тобой»
2020 — выставка абхазских художников «Художник. Время. Память»
2021 — «Женский портрет»
2021 г — выставка, посвященная памяти сестер Бубновых. «Сестра Бубновы. Россия. Япония. Абхазия»
2022 г — онлайн выставка художников «ИЗОляция- искусство»